# Turó de Monterols
El Turó de Monterols, també anomenat turó d'en Gil, és considerat un dels set turons de Barcelona, xifra presa per imitació dels set turons de Roma. El parc ocupa una superfície de 1.94 ha i ateny una altitud de 127 msnm.

## Marc geològic i geogràfic
La serra de Collserola, tram de la Serralada Litoral, apareix com un horst format per materials granítics i esquistosos. El seu vessant marítim davalla molt més suaument que el vessant septentrional o vallesà, que ho fa amb certa brusquedat. Pel sud-est descendeix fins a arribar a la successió de serrats disposats en línia paral·lela a la carena principal. Aquests serrats són: El Turó de la Peira, el de la Rovira, conegut des de la fil·loxera com a Muntanya Pelada; el Turó del Carmel o d'en Móra, anteriorment anomenat de l'Argentera; el d'en Falcó, el del Putxet, que abans sembla que era anomenat Puig d'Aguarn, i el de Monterols. Aquests turons tenen una composició, en general, anàloga a la de la Serralada. En concret, es tracta de llicorelles silurianes assentades en un basament granític. La socolada emergeix sovint i aleshores apareixen les clapes de granit alterat característic de les condicions climàtiques d'aquestes latituds mediterrànies. S'hi troben també diverses mineralitzacions de poc valor industrial, sobretot galena i blenda, i alguns sectors amb el rocam metamorfosat. En alguns casos apareixen materials del triàsic inferior i, fins i tot, gresos roigs.

## Història i descripció

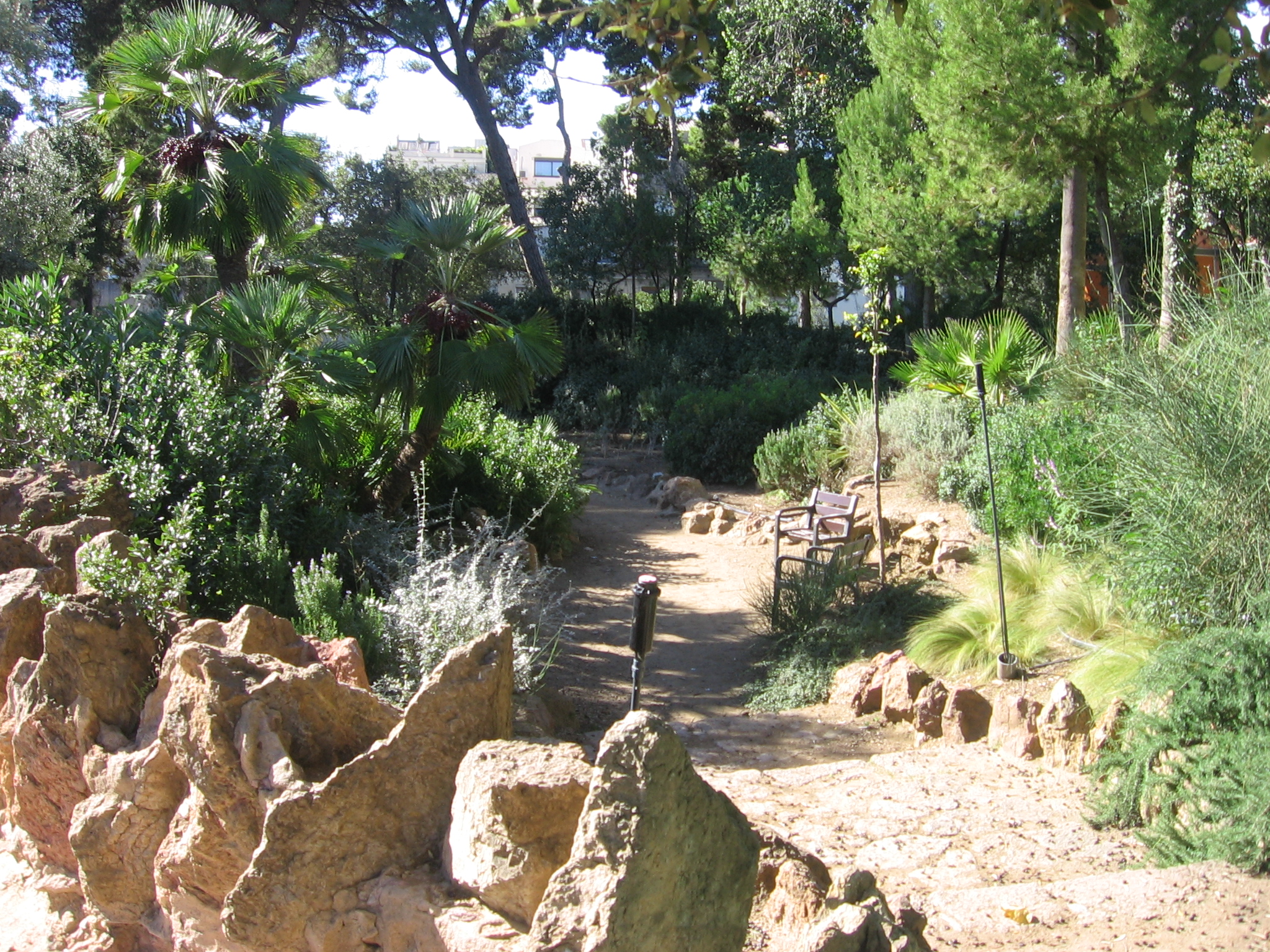
Parc de Monterols

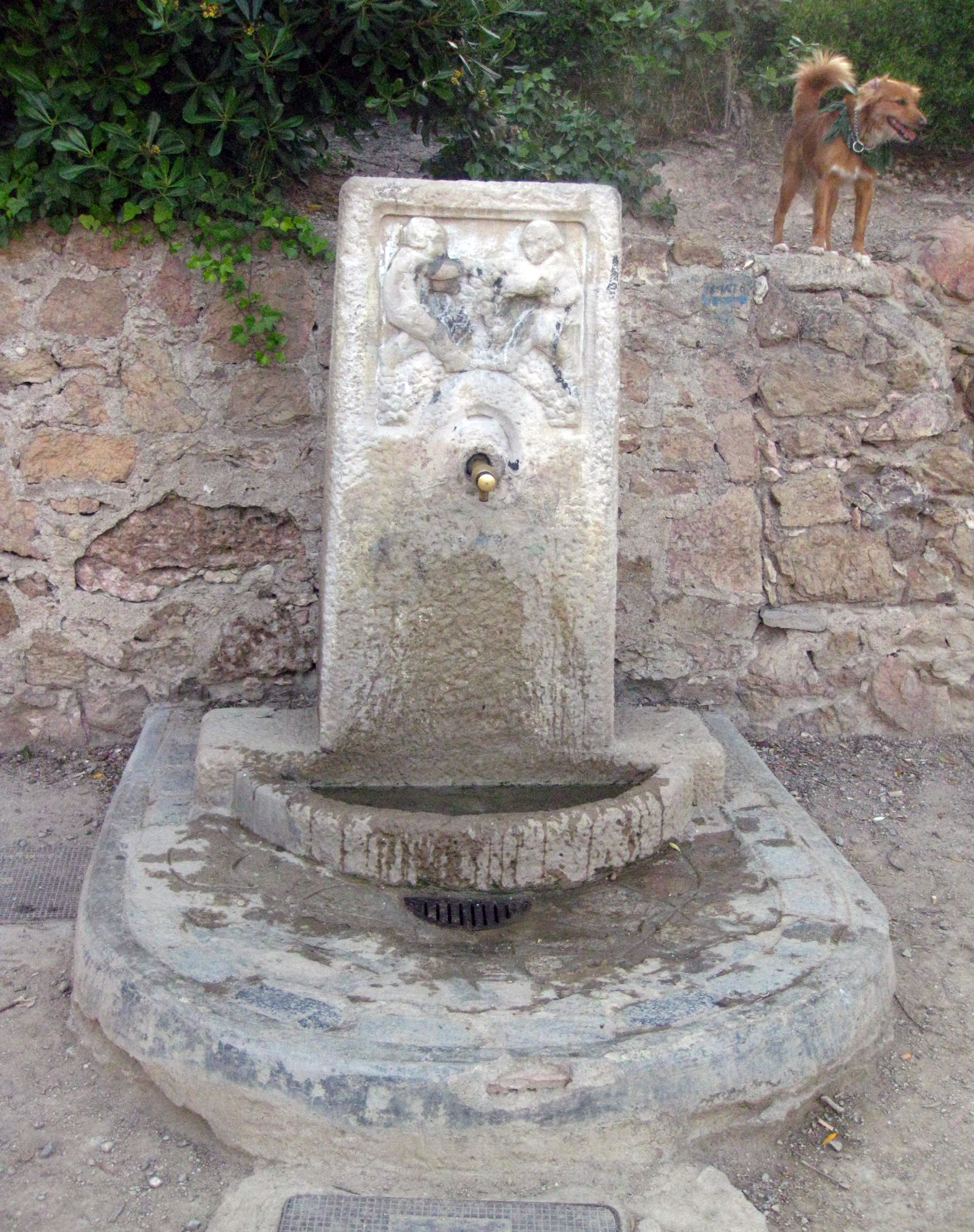
Font del parc

El turó era propietat de la familia Gil, que va urbanitzar els seus vessants durant els segles xix i xx, fins que només en va restar la zona més escarpada, situada damunt de la cota 115 msnm. En el Pla d'Enllaços del 1917, el turó va ser en la planificació de zones verdes de la ciutat, i el 1926, l'arquitecte paisatgista Nicolau Maria Rubió i Tudurí també considerava aquests terrenys com a parc dins del seu sistema d'espais verds, una proposta possibilista que pretenia reequilibrar el verd de la ciutat i aconseguir la ratio de 50 m² per habitant. D'aquesta manera, apareixien com a ben situats dins del sistema previst uns terrenys de topografia difícil, que per aquest motiu havien escapat a la voràgine urbanitzadora en resultar poc atractius per a la construcció.
El 1940, l'Ajuntament de Barcelona va comprar la finca i el 1947 va inaugurar el parc de Monterols, conservant l'estructura del jardí d'època romàntic de la família Gil. El responsable del disseny del parc va ser Lluís Riudor, cap de serveis de Parcs i Jardins. La transformació de jardins romàntics en parcs públics tenia precedents egregis al París decimonònic (parc des Buttes-Chaumont), que conservaven espais singulars mentre creaven nous espais per a les activitats col·lectives. Riudor hi va fer poques transformacions, conservant el seu caràcter eminentment rústic, mentre que introduïa transformacions en crear placetes, vials i escales. El seu traçat està configurat per un camí, amb el qual connecten els accessos al parc, que configura un passeig perimetral. Des d'aquest en surten d'altres que s'enfilen pel turó fins al seu cim. Els itineraris són ascendents i circulars, alleugerits per petites escales de pedra i el descans que permeten les placetes intermèdies. La part inferior és més oberta i té bancs de pedra i camins més amples. Les espècies mediterrànies, amb pins altíssims, xiprers, alzines, cedres i garrofers, dominen l'espai, i una massa densa d'arbustos flanquegen els camins. Tanmateix, Riudor hi va introduir espècies al·lòctones per destacar la singularitat d'alguns dels seus racons.